# شهرداری بجنورد
شهرداری بجنورد یک سازمان عمومی غیردولتی است که مسئولیت اداره شهر بجنورد را بر عهده دارد. بالاترین مقام اجرایی این سازمان شهردار بجنورد است که توسط شورای شهر بجنورد انتخاب می‌گردد. بر اساس درجه‌بندی ابلاغ‌شده توسط وزیر کشور در سال ۱۴۰۱، درجهٔ شهرداری بجنورد ۱۱ است.

## مناطق شهرداری
شهر بجنورد به دو منطقه شهرداری تقسیم شده‌است.

## ساختار سازمانی

### معاونت‌ها
- معاونت توسعه مدیریت و منابع
- مدیریت سرمایه‌گذاری و مشارکت‌های مردمی
- معاونت خدمات شهری
- معاونت شهرسازی و معماری
- معاونت فنی و امور زیربنایی

### سازمان‌ها
- سازمان آتش نشانی و خدمات ایمنی
- سازمان سیما و منظر شهری
- سازمان آرامستان‌ها
- سازمان پسماند
- سازمان حمل‌ونقل بار و مسافر
- سازمان فرهنگی، اجتماعی و ورزشی[۲]

## بودجه
بودجهٔ شهرداری بجنورد به‌صورت لایحه‌ای از سوی شهردار به شورای اسلامی شهر بجنورد ارائه و توسط شورای شهر تصویب می‌شود که در سال ۱۴۰۰، ۴۲۰ میلیارد تومان و در سال ۱۴۰۱، ۶۵۰ میلیارد تومان بود.

## حمل‌ونقل عمومی
بر اساس آمار ارائه‌شده توسط سازمان شهرداری‌ها و دهیاری‌های کشور در نیمه دوم دهه ۱۳۹۰، ناوگان حمل‌ونقل عمومی بجنورد شامل ۶۸ اتوبوس و ۸۷۸ تاکسی بوده‌است.

## شهرداران
- قربانعلی زیبایی
- محسن تیمورزاده (سرپرست)[۵]
- مهدی قدرتی
- عباس حسن‌نژاد (۱۳۸۴) (سرپرست)
- احمدرضا عفتی (۱۳۸۵–۱۳۸۴)
- عباس حسن‌نژاد (۱۳۸۵) (سرپرست)
- سید عباس حسینی (۱۳۸۶–۱۳۸۵)
- محسن تیمورزاده (۱۳۸۶) (سرپرست)
- اردشیر ریاحی (۱۳۸۸–۱۳۸۶)
- محسن تیمورزاده (۱۳۸۸) (سرپرست)
- سید مجتبی علوی‌مقدم (۱۳۹۰–۱۳۸۸)
- کیوان دژهوت (۱۳۹۰) (سرپرست)
- کیوان دژهوت (۱۳۹۲–۱۳۹۰)[۶]
- سید عباس نقیب (۱۳۹۲) (سرپرست)[۷]
- روح‌الله براتیان (۱۳۹۴–۱۳۹۲)[۸]
- سید عباس نقیب (۱۳۹۵–۱۳۹۴) (سرپرست)[۹]
- کیوان دژهوت (۱۳۹۶–۱۳۹۵)[۱۰]
- محسن تیمورزاده (۱۳۹۶) (سرپرست)[۱۱]
- روح‌الله براتیان (۱۳۹۸–۱۳۹۶)[۱۲]
- محمدمهدی خاکشور (۱۳۹۸) (سرپرست)[۱۳]
- هادی زارعی (۱۴۰۰–۱۳۹۸)[۱۴]
- علی گودرزی (۱۴۰۰) (سرپرست)[۱۵]
- جواد حمیدی راوری (۱۴۰۲–۱۴۰۰)[۱۶]
- محمدعلی کشمیری (۱۴۰۲) (سرپرست) [۱۷]
- محمد علی کشمیری (اکنون–۱۴۰۲)[۱۸]